# Predrag Prokić
Predrag Prokić est un coureur cycliste serbe né le 2 novembre 1982 à Belgrade.

## Palmarès
- 2005
  - 3e du championnat de Serbie sur route
- 2007
  - 3e de la Vuelta a la Independencia Nacional
  - 3e du championnat de Serbie sur route
- 2008
  -  Champion de Serbie sur route
- 2009
  -  Champion de Serbie de critérium

## Classements mondiaux
| Année           | 2005 | 2006 | 2007 | 2008 | 2009 | 2010 | 2011   |
| --------------- | ---- | ---- | ---- | ---- | ---- | ---- | ------ |
| UCI Europe Tour | 692e |      | 712e | 418e |      |      | 1 166e |